# Площадь Индиры Ганди
Площадь Инди́ры Га́нди — площадь в Западном административном округе города Москвы на территории района Раменки. Площадь расположена на пересечении проспектов: Ломоносовского и Мичуринского.

## Происхождение названия
Площадь названа 1 февраля 1985 года в честь премьер-министра Индии Индиры Ганди.

## Транспорт
Очень часто на площади Индиры Ганди в час пик образуются большие пробки. Однако у проблемы есть варианты решения, например организация альтернативных въездов в район «Раменки». Велись работы по расширению Мичуринского проспекта за счёт зелёных насаждений.
Выходы станции метро «Ломоносовский проспект» Солнцевской линии располагаются по всем сторонам площади.
Автобусные маршруты, проходящие через площадь, соединяют районы Раменки, Можайский, Очаково-Матвеевское.

## Достопримечательности
На площади расположено два памятника выдающимся деятелям Индии. В 1987 году в восточной части площади установлен памятник Индире Ганди (скульптор О. К. Комов, архитекторы В. А. Нестеров, Н. И. Комова). В скверике к северу от Ломоносовского проспекта в 1988 году поставлен памятник деятелю национально-освободительного движения Индии Махатме Ганди (скульптор Гаутам Пал, архитекторы И. П. Круглое и В. В. Пасенко, инженер В. Е. Кореи).